# Église Saint-Brice de Grisy
Pour les articles homonymes, voir Église Saint-Brice.
L'église Saint-Brice de Grisy est un édifice catholique situé à Vendeuvre, en France.

## Localisation
L'église est située dans le département français du Calvados, dans le bourg de Grisy, commune associée à Vendeuvre en 1972.

## Architecture
L'édifice est inscrit au titre des monuments historiques depuis le 19 septembre 1928.